# Bazouges-la-Pérouse
Bazouges-la-Pérouse (en bretó Bazeleg-ar-Veineg, en gal·ló Bazój-la-Pérózz) és un municipi francès, situat a la regió de Bretanya, al departament d'Ille i Vilaine. L'any 2006 tenia 1.840 habitants.

## Demografia
| 1962                                       | 1968  | 1975  | 1982  | 1990  | 1999  |
| ------------------------------------------ | ----- | ----- | ----- | ----- | ----- |
| 1.841                                      | 2.055 | 1.999 | 2.029 | 1.951 | 1.854 |
| Des de 1962: població sense dobles comptes |       |       |       |       |       |

## Administració
| Període | Identitat      | Partit |
| ------- | -------------- | ------ |
| 1995-   | Daniel Prévost | UMP    |

## Personatges il·lustres
- Adèle Denys (1899-2002), escriptora i narradora popular